# Calascio
Calascio è un comune italiano di 120 abitanti della provincia dell'Aquila in Abruzzo. Faceva parte, fino al 2008, della comunità montana Campo Imperatore-Piana di Navelli.
Il territorio del comune rientra nel territorio del parco nazionale del Gran Sasso e Monti della Laga costituendone di fatto una delle porte di accesso nella sua parte meridionale.

## Geografia fisica

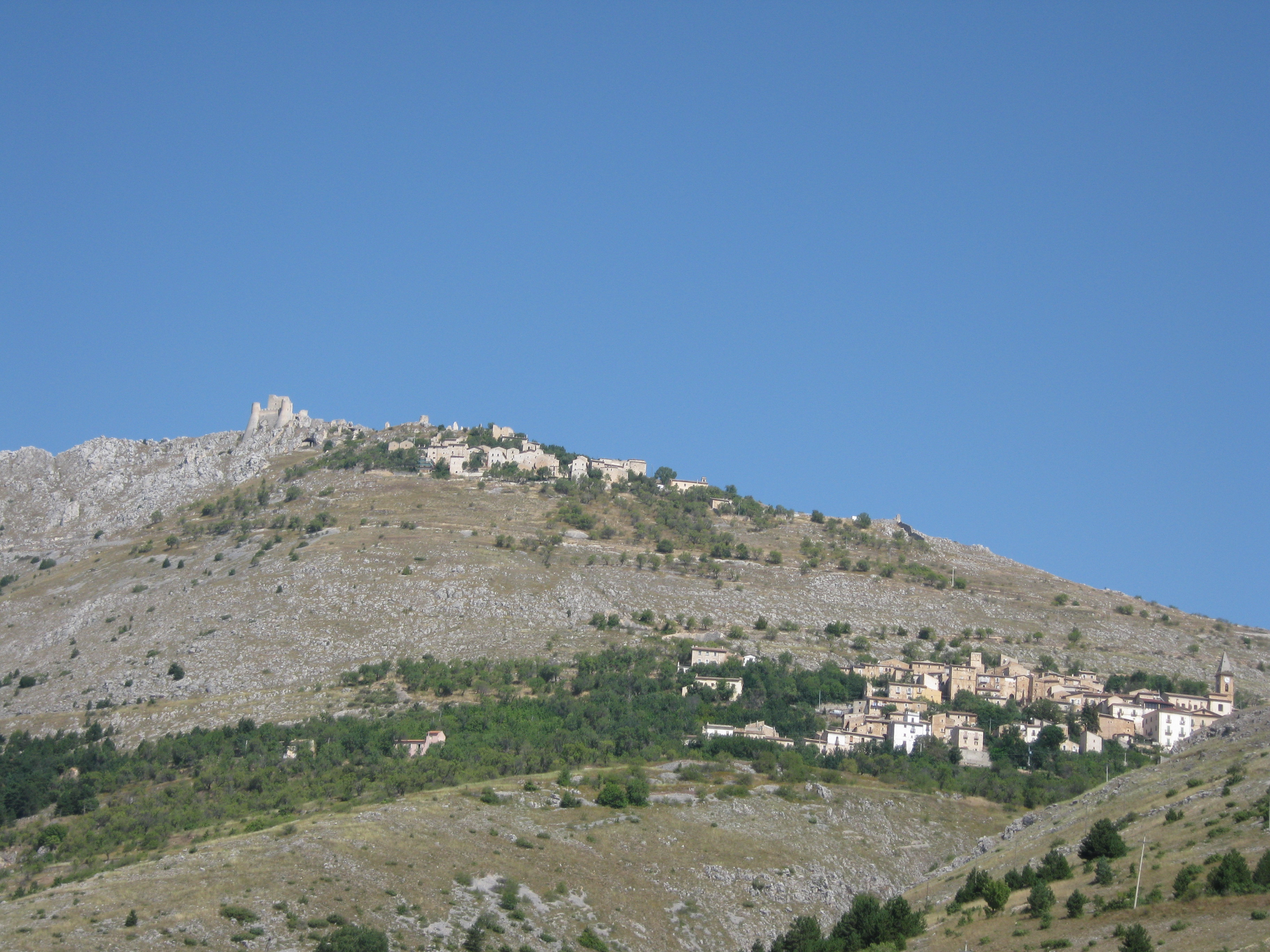
Calascio e Rocca Calascio in alto

Il borgo è situato nell'entroterra abruzzese, nella parte meridionale del massiccio del Gran Sasso d'Italia, al di sotto della vasta piana di Campo Imperatore, in posizione panoramica sulla valle del Tirino, ad un'altitudine di poco superiore ai 1200 m s.l.m.; al di sopra del paese vi è la frazione di Rocca Calascio, ora riscoperta e ristrutturata, con il suo castello, arroccato in cima ad un monte, a 1460 m.
Raggiungibile dalla strada statale 17 svoltando in prossimità di Barisciano o, in alternativa, di San Pio delle Camere, oppure da Ofena-Capestrano, da nord è inoltre possibile arrivare al paese attraversando Campo Imperatore e superando il valico di Capo di Serre oppure da Vado di Sole (passando poi per Capo di Serre) provenendo da Castelli o Farindola. Transita qui un tratto della grande ippovia del Gran Sasso.

## Storia
Il toponimo Calaso figura già nell'816 in un documento dell'imperatore Ludovico I che elencava i possedimenti dei monaci volturnensi e riflette la base prelatina cala, cioè "fianco scosceso del monte, scoscendimento".

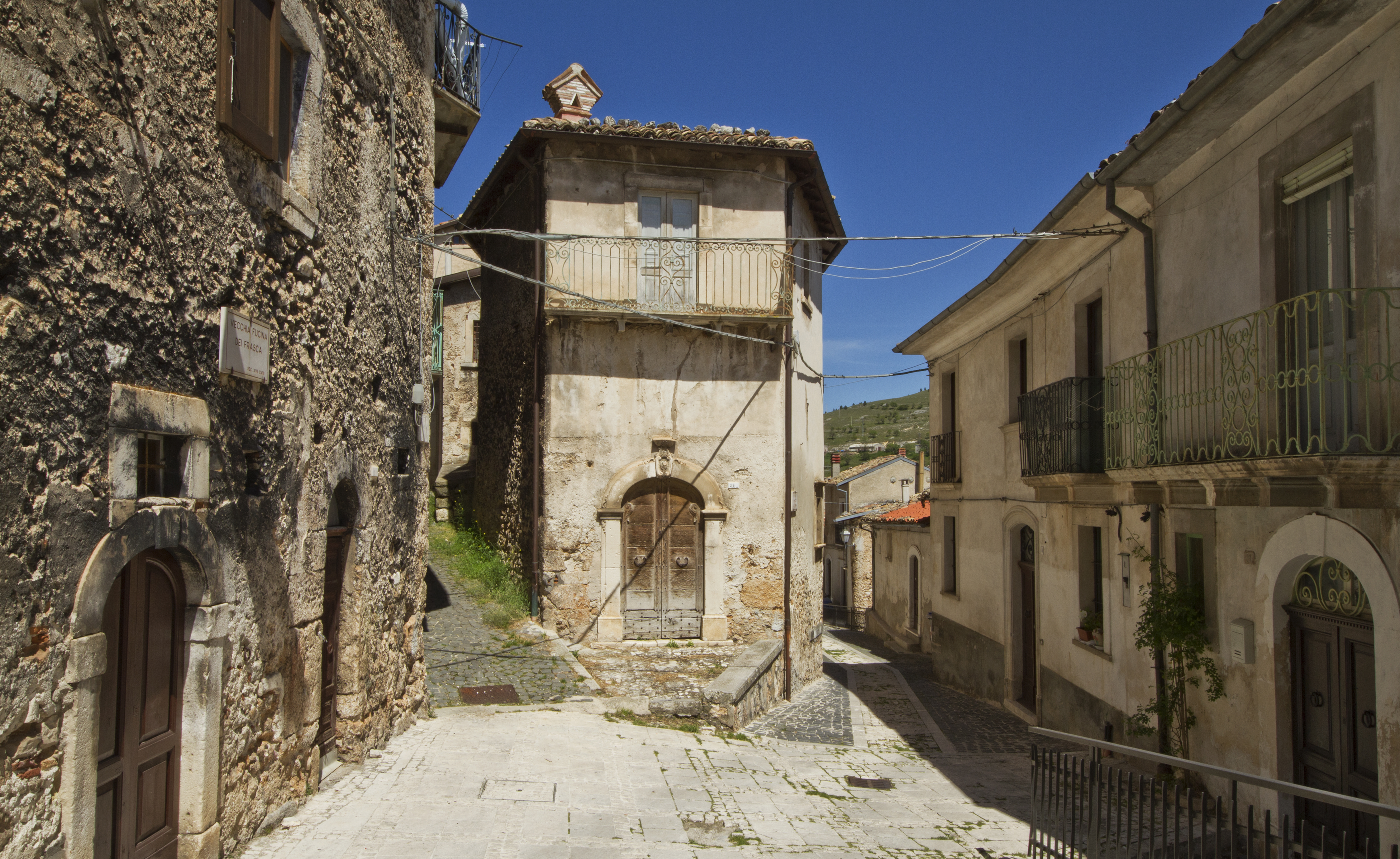
Vie del centro storico di Calascio

Successivamente, con ogni probabilità dopo la conquista normanna dell'anno 1140, venne costruito per volontà di Re Ruggero d'Altavilla il castello sul monte sovrastante per controllare meglio il territorio, ma non si esclude l'esistenza di una più antica torre d'avvistamento. 
Documentata nel 1239 e nel 1380, passò ai Piccolomini Todeschini nel 1463. Antonio Piccolomini Todeschini fece realizzare le quattro torri circolari ed una merlatura ghibellina sul modello del castello di Celano e della nuova chiesa parrocchiale di Castelvecchio Calvisio. Attorno alla struttura militare si formò un borgo, Rocca Calascio
Nel 1703 il paese venne danneggiato dal terremoto dell'Aquila del 1703, in seguito al quale il borgo di Rocca Calascio, fortemente provato, venne quasi completamente abbandonato e buona parte della popolazione si trasferì nella sottostante Calascio. Calascio e la sua Rocca fecero parte dal XIII secolo della baronia di Carapelle, che comprendeva anche Carapelle Calvisio, Castelvecchio Calvisio e Santo Stefano di Sessanio fino al 1806, anno dell'abolizione della feudalità. I due centri abitati erano stati feudo, come gli altri centri della baronia, delle famiglie Pagliara, Plessis, Colonna, Celano, Caldora, Accrocciamuro, Piccolomini Todeschini, Del Pezzo, Cattaneo, Medici e Borbone.

## Monumenti e luoghi d'interesse

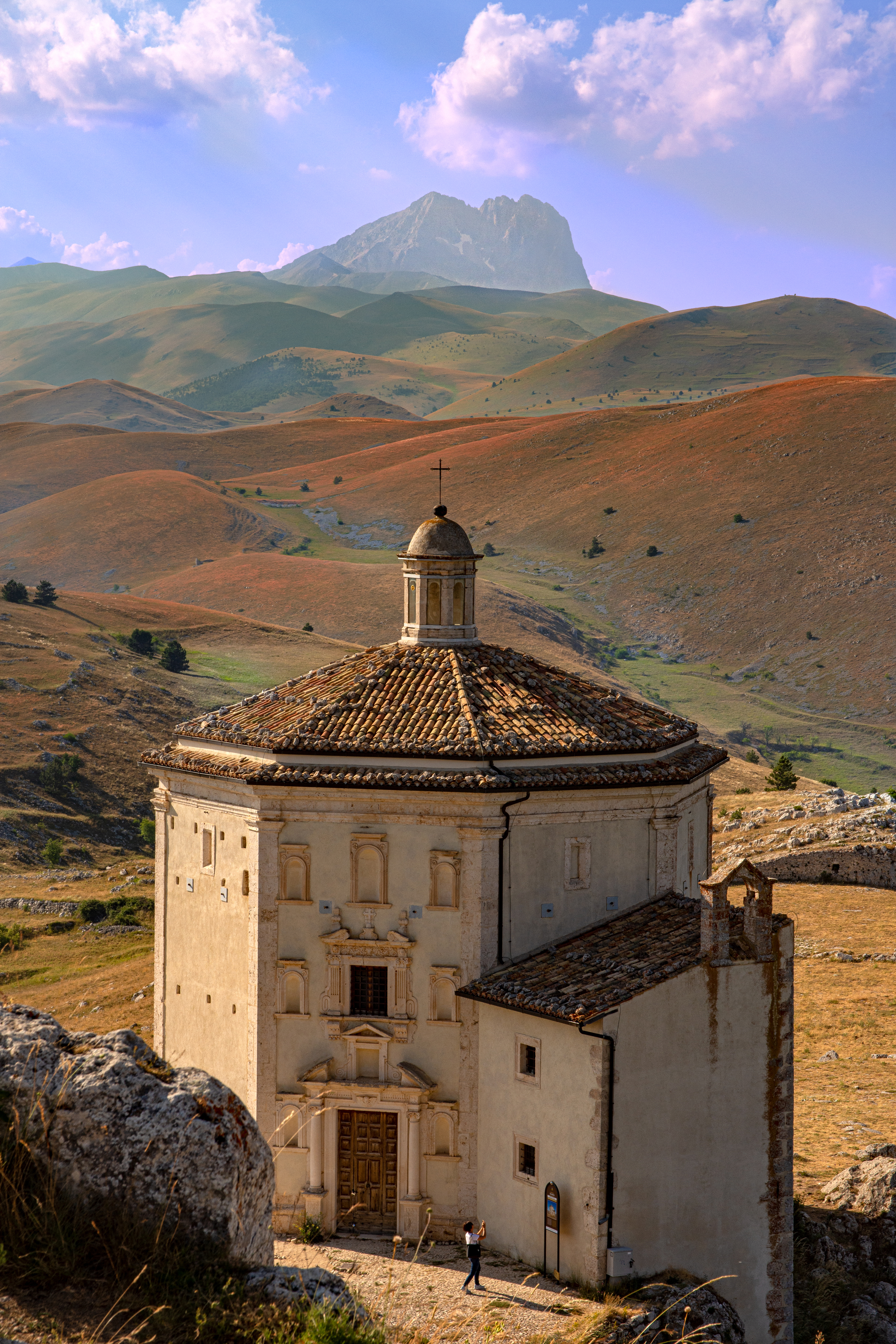
La chiesa di Santa Maria della Pietà

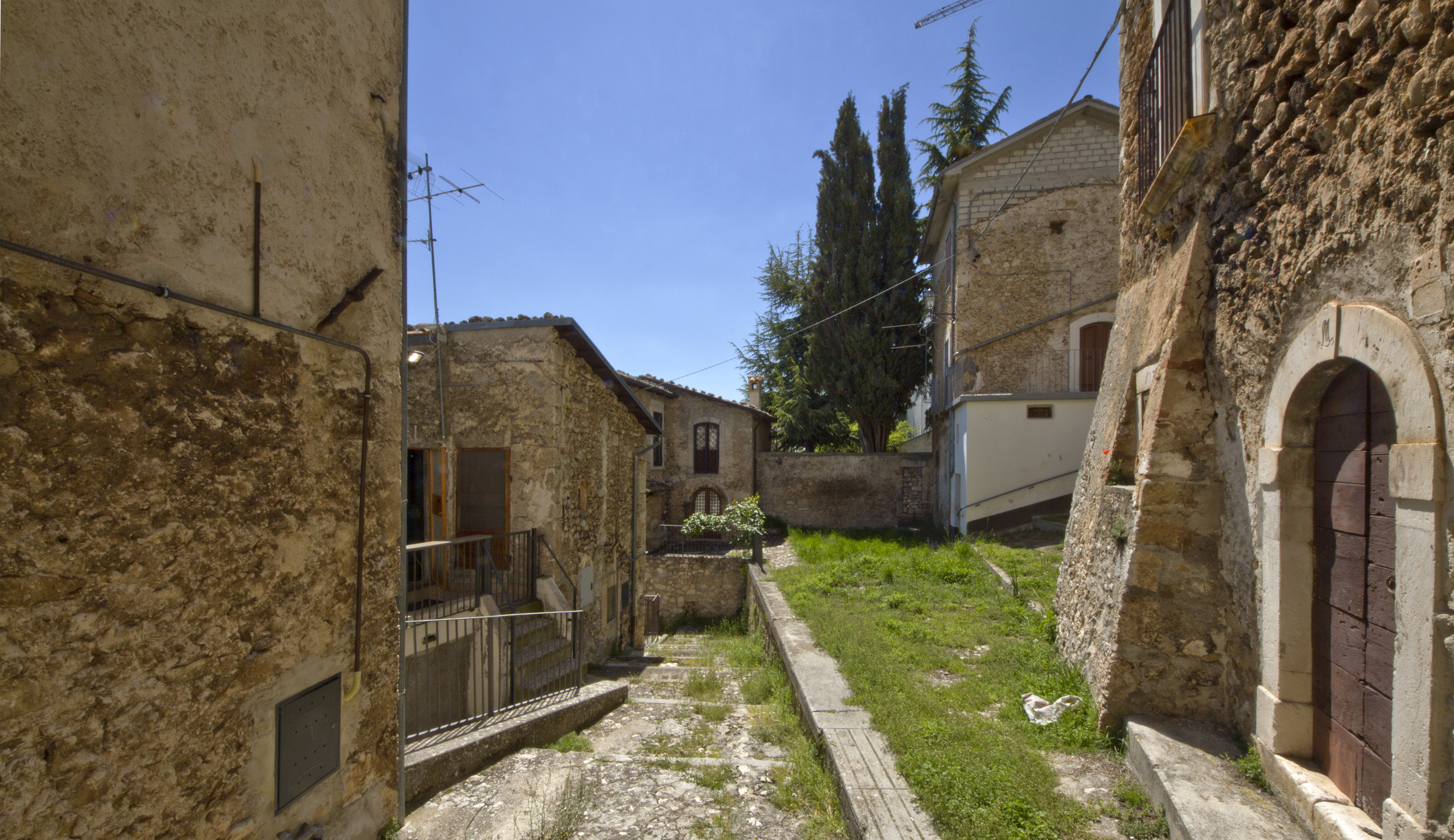
Uno scorcio del centro storico di Calascio

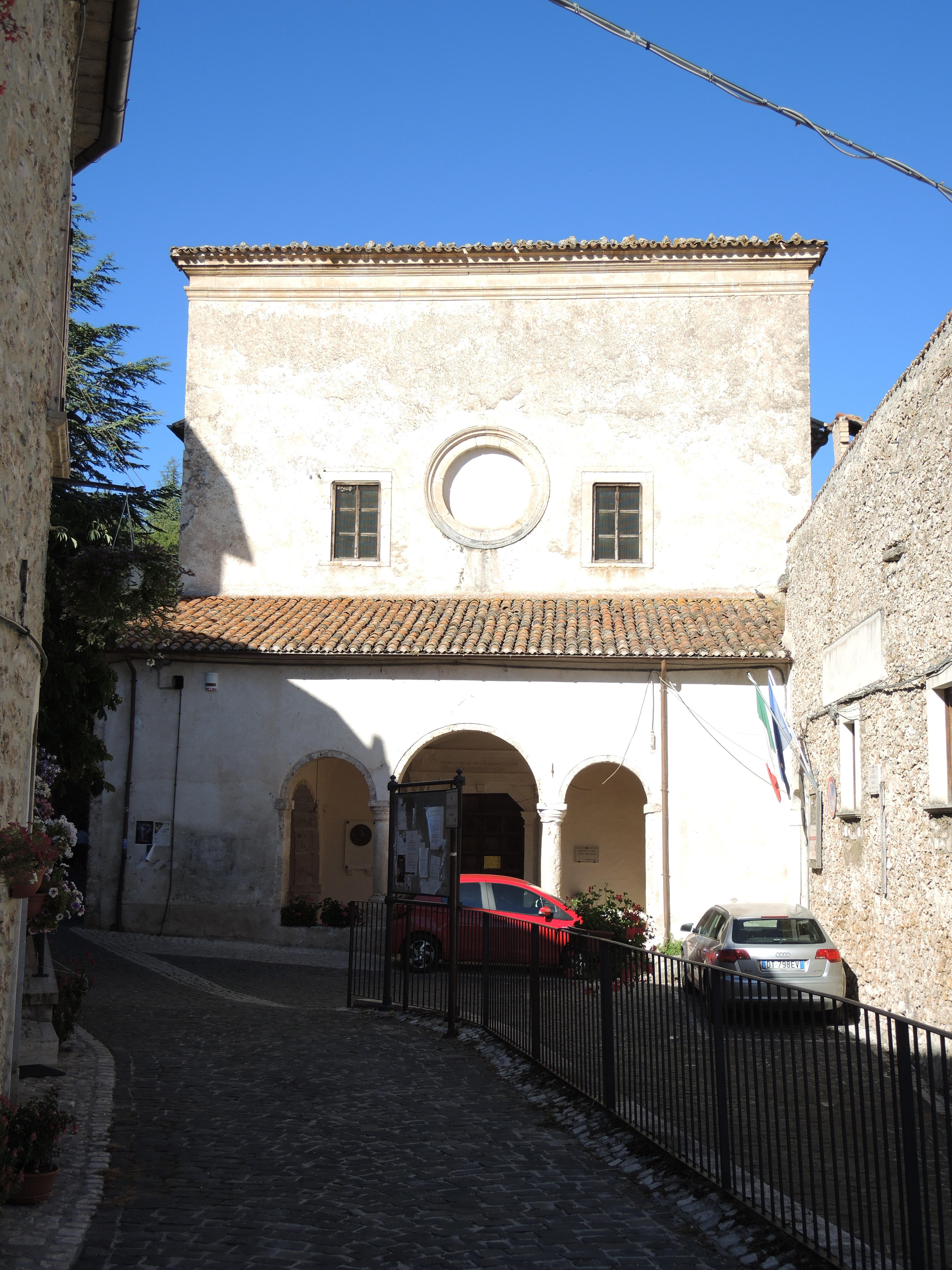
Ingresso alla chiesa della Madonna delle Grazie, ex convento francescano

Il paese è caratterizzato da un nucleo compatto d'origine altomedievale, posto sulla strada che da Santo Stefano di Sessanio va verso Castel del Monte, contornato da alcune strutture moderne, soprattutto del XIX e XX secolo. Sul monte sovrastante è invece il borgo di Rocca Calascio ed i ruderi del castello. L'architettura residenziale è dominata dalla tipologia di casa-torre, con struttura simile ad una torre in muratura, a base molto piccola e notevole sviluppo in altezza (cinque o sei piani). 

### Architetture religiose
- Chiesa e convento francescani di Santa Maria delle Grazie (1594), presenta all'interno un candelabro con ciborio del XVII secolo, una tela ad opera di Giulio Cesare Bedeschini (XVI secolo) ed un'altra raffigurante una Madonna con Bambino[4].
- Chiesa di Santa Maria della Pietà; tempio eretto forse tra il XVI ed il XVII secolo sul luogo di una preesistente edicola rinascimentale, a poca distanza dalla Rocca Calascio. La struttura è ottagonale con sacrestia laterale e cupola sovrastante[10].
- Chiesa parrocchiale di San Nicola; chiesa con interessante portale cinquecentesco posto sul fianco,  in via di Mezzo, dato che la chiesa è collegata ad altre abitazioni in un unico agglomeraro; all'interno barocco-neoclassico statue di terracotta del XVII secolo, tele di Giulio Cesare Bedeschini e Teofilo Patini con fonte battesimale del XVIII secolo[4]. Il campanile è  una torre quadrata con cuspide, identico alla torre della vicina chiesa della Madonna delle grazie.

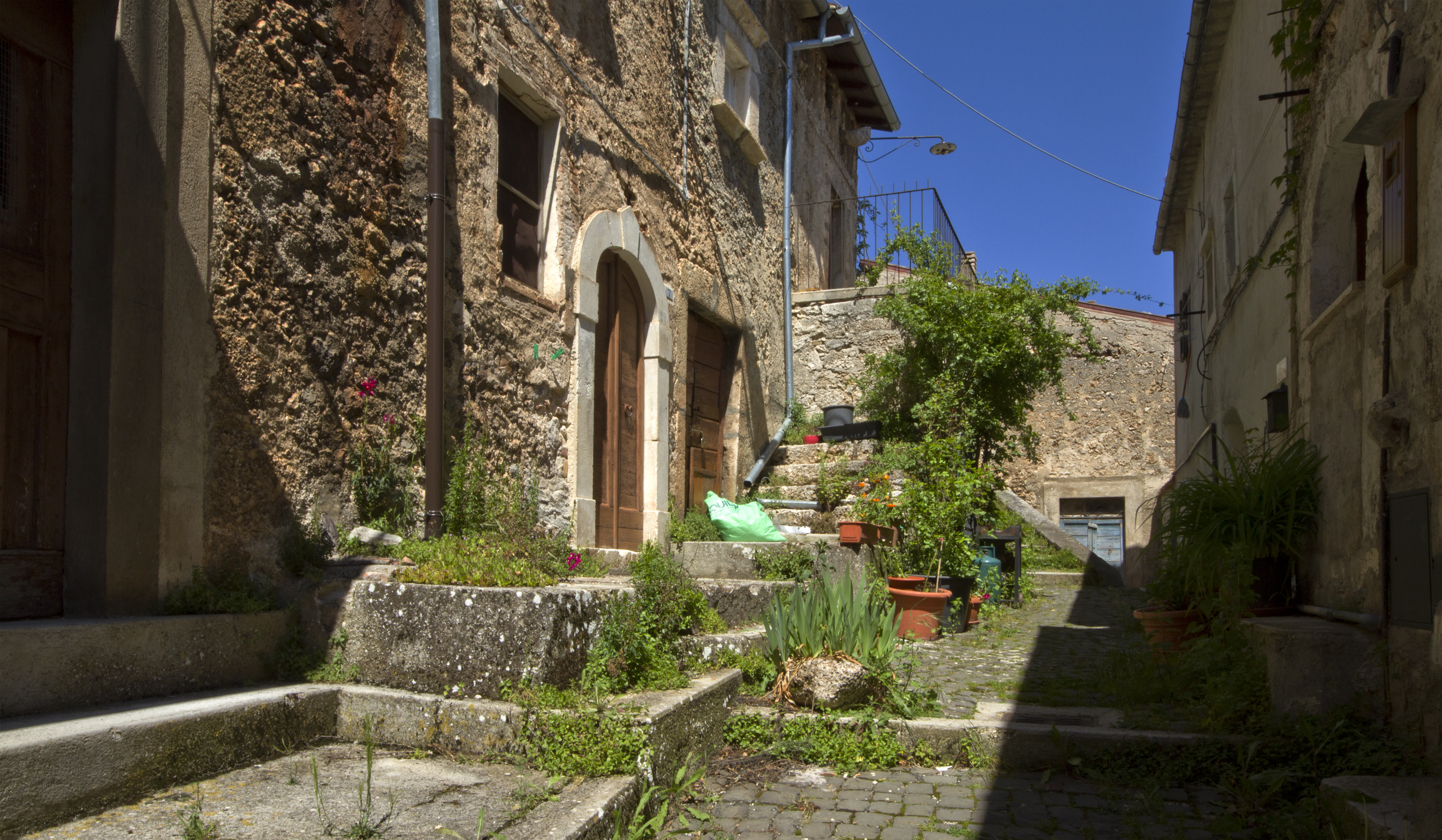
Particolare del centro storico di Calascio

- Chiesa di Sant'Antonio abate del XVII secolo
- Chiesa di San Leonardo del XIII secolo con interessante ciclo di affreschi, presso la Chiesa di San Francesco
- Chiesa di San Carlo Borromeo, edificata dalla famiglia Di Marco.

### Architetture civili
Numerosi e splendidi palazzi nobiliari tra cui i più importanti:Palazzo Taranta XVII secolo sede del municipio, Casa Piccolomini XV secolo, Palazzo Frasca XVII secolo, Casa torre la Palmara XV-XIX secolo

### Architetture militari
Castello di Rocca Calascio; piccola rocca posta sulla cima del monte sovrastante l'abitato di Calascio in posizione predominante su Campo Imperatore e sulle vallate circostanti con vista panoramica del Gran Sasso, formata da una torre quadra centrale in pietra bianca a conci squadrati e quattro torrioni circolari. Estremamente pittoresco il sottostante borgo di Rocca Calascio. Restaurata e consolidata sul finire del XX secolo, è stata più volte set cinematografico per pellicole nazionali ed internazionali ed è oggi importante meta turistica.

### Aree archeologiche
- Grottoni di Calascio, un sito archeologico dove oltre a un deposito di selci e di ossa di animali preistorici, è stata rinvenuta una testa di femore neandertaliana datata a 80 000 anni fa.[11][12]

## Società

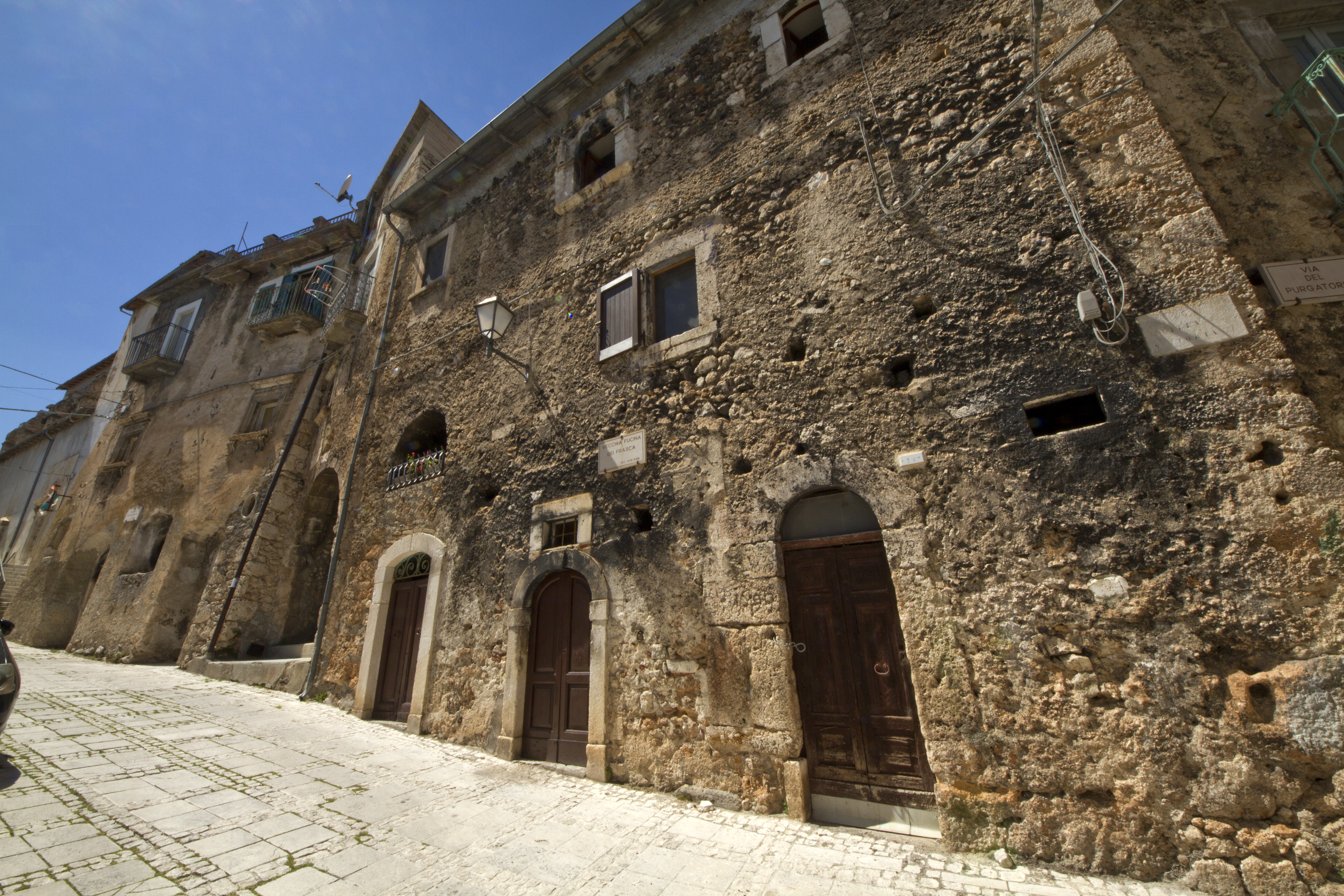
Case antiche di Calascio

### Evoluzione demografica
Abitanti censiti

## Economia

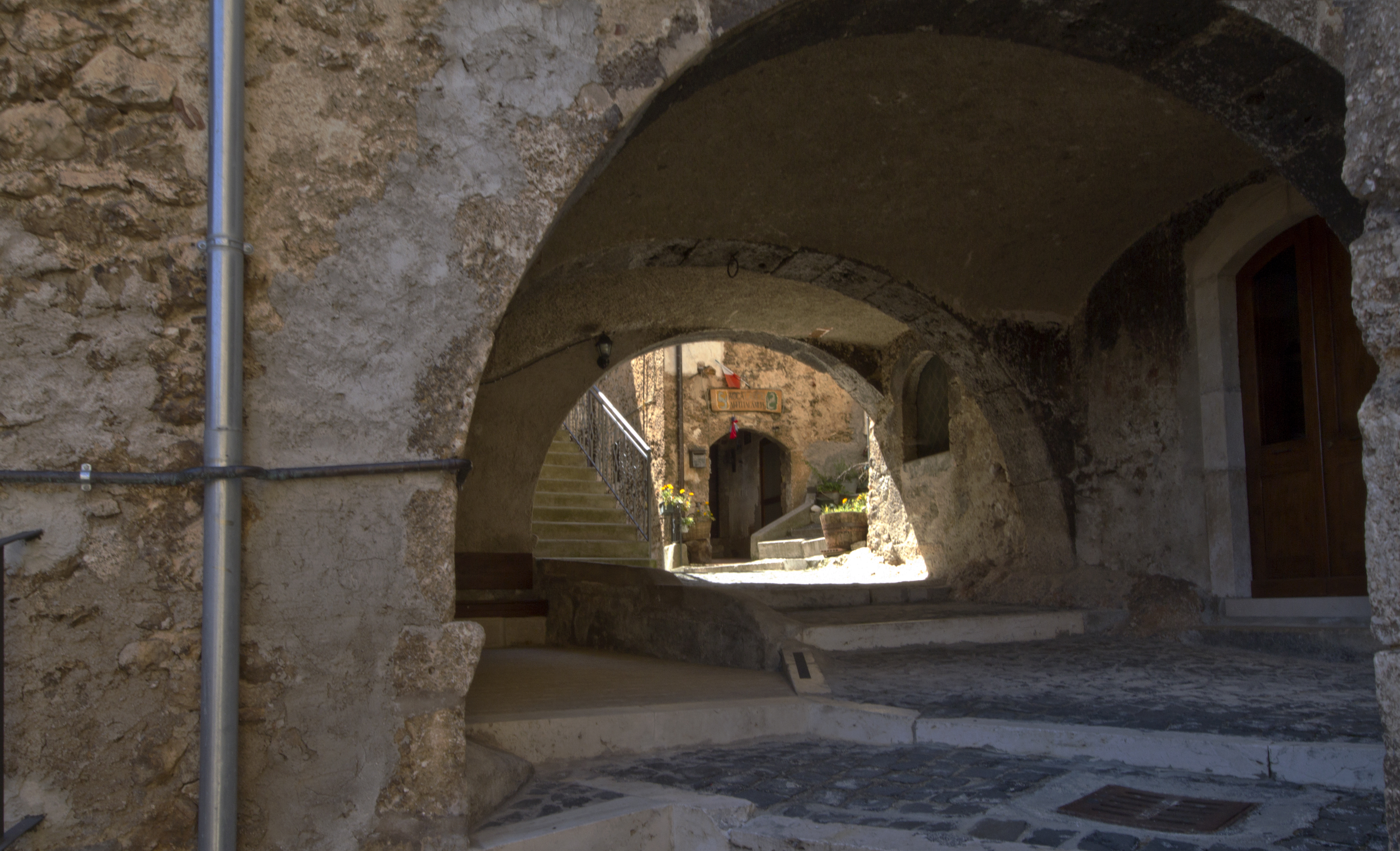
Particolare del centro storico

### Turismo
Il settore economico principale è il turismo, incentrato principalmente sul borgo vecchio medievale di Rocca Calascio e sul castello. Centinaia di visitatori alla settimana esplorano il castello e la valle sottostante di Navelli e Castelvecchio Calvisio, altro borgo medievale di notevole interesse storico. 
L'ambiente scenografico è scelto dagli amanti della montagna e della fotografia in quanto sono visibili dalla rocca i borghi di Santo Stefano di Sessanio e Castel del Monte. Prodotti locali sono anche il vino e la carne di ovini. Vicino a Santo Stefano è possibile raggiungere la piana di Campo Imperatore.

## Amministrazione
| Periodo          | Periodo          | Primo cittadino            | Partito                         | Carica                    | Note   |
| ---------------- | ---------------- | -------------------------- | ------------------------------- | ------------------------- | ------ |
| 21 novembre 1993 | 16 novembre 1997 | Giuseppe Di Stefano        | Lista civica di Centro          | Sindaco                   | [ 14 ] |
| 17 novembre 1997 | 26 maggio 2002   | Mario Antonacci            | Lista civica di Centro-sinistra | Sindaco                   | [ 15 ] |
| 27 maggio 2002   | 27 maggio 2007   | Corrado Mongelli           | Lista civica di Centro-sinistra | Sindaco                   | [ 16 ] |
| 28 maggio 2007   | 3 settembre 2010 | Giampaolo Gentile          | Lista civica                    | Sindaco                   | [ 17 ] |
| 3 settembre 2010 | 16 maggio 2011   | Natalino Benedetti         | –                               | Commissario straordinario | [ 18 ] |
| 16 maggio 2011   | 5 giugno 2016    | Antonio Vincenzo Matarelli | Lista civica Verità democrazia  | Sindaco                   | [ 19 ] |
| 6 giugno 2016    | 29 giugno 2021   | Ludovico Marinacci         | Lista civica Calascio nel Cuore | Sindaco                   | [ 20 ] |
| 29 giugno 2021   | 4 ottobre 2021   | Federico Izzi              | –                               | Commissario prefettizio   | [ 21 ] |
| 4 ottobre 2021   | in carica        | Paolo Baldi                | Lista civica Calascio domani    | Sindaco                   |        |